# المغني المجهول (فلم)
المغني المجهول هو فيلم مصري إنتاج 1946، إخراج مصطفى حسن وفكرة محمد الكحلاوي وسيناريو وحوار أبو السعود الإبياري وبطولة محمد الكحلاوي وأميرة أمير.
هذا الفيلم هو أول فيلم يخرجه المصور مصطفى حسن كما لم يخرج بعده سوى فيلم ليلة الدخلة عام 1950.

## فريق العمل
إخراج: مصطفى حسن
تأليف:
- محمد الكحلاوي (فكرة)
- أبو السعود الإبياري (سيناريو وحوار)

إنتاج: نحاس فيلم
بطولة:
- محمد الكحلاوي
- أميرة أمير
- حسن فايق
- بشارة واكيم
- عبد الحميد زكي
- هاجر حمدي
- محمود شكوكو
- ثريا فخري
- فاخر فاخر
- سعاد حسين
- محسن حسنين